# Jacques II d'Avesnes

Jacques II d'Avesnes (mort vers 1209) est un chevalier croisé originaire du Hainaut. Fils de Jacques Ier d'Avesnes, il participe à la quatrième croisade. 

## Biographie
Jacques prend la croix le 23 février 1200 à la suite du comte Baudouin VI de Hainaut. Il fait partie des chevaliers qui, sur l'île de Corfou, s'opposent à la déviation de la croisade vers Constantinople. Au printemps 1204, pendant le siège de Constantinople, il participe avec Henri de Flandre à la conquête de Philia sur la mer Noire.
Après la conquête de Constantinople, Jacques se met au service de Boniface de Montferrat, devenu roi de Thessalonique. Ils combattent ensemble le gouverneur byzantin Léon Sgouros en Grèce continentale. Jacques reçoit ensuite l'île d'Eubée comme fief de Boniface au printemps 1205. Il effectue un bref séjour sur l'île afin d'ordonner la construction d'un château à Chalcis, puis rejoint de nouveau l'armée de Boniface. La même année, Jacques prend la ville basse de Corinthe et assiège Léon Sgouros sur l'Acrocorinthe. Il parvient à repousser une tentative de percée des assiégés, mais est grièvement blessé à la jambe.
En août 1205, avec la permission de son suzerain, Jacob divise l'Eubée en trois fiefs, qu'il attribua à des chevaliers lombards. Il donne le sud (Carystos) à Ravano dalle Carceri, la partie médiane (Chalcis) à son parent Gilberto da Vérone et le nord (Oraioi) à Pegoraro dei Pegorari. Ce partage instaure la triarchie d'Eubée, qui perdure jusqu'à la conquête de l'île par les Ottomans en 1470. Jacques demeure le suzerain de l'île jusqu'à sa mort vers 1209.